# Eckerd Tennis Open 1974
L'Eckerd Tennis Open 1974 è stato un torneo di tennis giocato sulla terra rossa. È stata la 4ª edizione del torneo, che fa parte del Virginia Slims Circuit 1974. Si è giocato a Saint Petersburg, negli Stati Uniti, dal 15 al 21 aprile 1974.

## Campionesse

### Singolare
Chris Evert ha battuto in finale  Kerry Reid con il punteggio di 6–0, 6–1

### Doppio
Ol'ga Morozova /  Betty Stöve hanno battuto in finale  Chris Evert /  Evonne Goolagong con il punteggio di 6–4, 6–2